# Clara Kress
Clara Kress (* 3. November 1899 in Herten (Rheinfelden); † 1. März 1971 in Karlsruhe; auch Clara Kreß) war eine deutsche Kunsthandwerkerin und bildende Künstlerin (Textildesign, Glasfenster), Graphikerin und Malerin.

## Leben
Clara Kress wurde am 3. November 1899 im badischen Dorf Herten, das heute ein Ortsteil von Rheinfelden (Baden) ist, als fünftes von sechs Kindern geboren. Ihr Vater, Sebastian Kress (1864–1924), war Hauptlehrer und Schulleiter, daneben Organist. Ihre Mutter, Paulina Kress (1872–1937), geb. Zwik, stammte aus Worndorf bei Neuhausen ob Eck.
Zunächst besuchte Clara Kress die Bezirks- und Handelsschule im nahegelegenen Basel (Schweiz). Später zog sie von Herten in die Kreisstadt Lörrach und absolvierte eine Ausbildung an der Kunstgewerbeschule (heute: Schule für Gestaltung) in Basel. 1928, wenige Jahre nach dem Tod ihres Vaters, zog sie mit ihrer Mutter nach Karlsruhe, wo ihr Bruder Eugen wohnte und für die Mutter mitsorgen konnte. In Karlsruhe besuchte sie zunächst ein Seminar für Handarbeitslehrerinnen und schloss es mit dem Staatsexamen ab. Mit ersten kirchlichen Aufträgen für Paramente und andere kirchliche Textilien konnte sie nun zum Unterhalt für sich und ihre Mutter beitragen.
1930 begann sie ein Studium an der „Badischen Landeskunstschule“ (der heutigen Kunstakademie) in der Malklasse bei August Babberger, dem aus dem gleichen Landkreis stammenden Wegbereiter des Expressionismus in Südwestdeutschland. Sie belegte auch Kurse in der Textilfachklasse.
Clara Kress war regelmäßig auch Gast im Unterricht bei Paul Klee, der von 1931 bis 1933 Professor an der Kunstakademie Düsseldorf war.
Von 1935 an war sie Meisterschülerin bei Babberger. Aus dem Jahr 1936 stammt ihr erster, noch erhaltener, Entwurf für einen Glasfensterzyklus in der Christkönigskirche Karlsruhe-Rüppurr (siehe Weblinks). Bis 1939 hatte sie ihr Atelier in der Kunstakademie, danach ein kleines eigenes in einer Dachwohnung in der Baischstraße, die sie mit ihrer Mutter teilte. Es wurde 1943 bei einem Bombenangriff zerstört, fast ihr gesamtes bisheriges Werk ging dadurch verloren.
Bei Kriegsende 1945 zog Clara Kress nach Allensbach, war häufig zu Besuch bei dem nun in Konstanz lebenden Maler Willi Müller-Hufschmid, den sie schon von Karlsruhe her kannte. Es begann ein enger künstlerischer Dialog, der sich in ihren Werken wiederfindet.
Im Jahr 1947 zog Kress zurück nach Karlsruhe in ihre alte Wohnung, in die noch bis 1950 zusätzlich eine Flüchtlingsfamilie eingewiesen wurde. 1950 zog Willi Müller-Hufschmid in einen Raum direkt vor ihrer Dachwohnung, den er bis 1966 bewohnte.
Ebenfalls 1950 erlangte sie den Meisterbrief für Kunststickerei. Vermehrt bekam Kress nun wieder Aufträge der Kirche für Messgewänder und andere Textilien. Es folgten Aufträge für Wandbehänge und große Glasfenster in vielen Kirchen und öffentlichen Gebäuden in ganz Baden und darüber hinaus. Aus dieser Zeit stammen z. B. die Chorfenster der St.-Franziskus-Kirche in Mannheim-Waldhof. 1953 schuf sie für die 6 nach dem Krieg neu gegossenen Glocken der St.-Michael-Kirche in Saarbrücken Bildnisse ihrer jeweiligen Namenspatrone. 1955 wirkte sie bei der künstlerischen Ausgestaltung des Freihofs in Wiesloch mit.
1955 begann Clara Kress viele Reisen, die sie durch halb Europa führten (zunächst nach Spanien und Portugal, in späteren Jahren nach Frankreich, Italien, Jugoslawien, Irland und Dänemark).
Um die Jahreswende 1959/1960 fertigte sie Wachsmodelle für die Beschriftung und Abbildungen auf den neuen Glocken der Kirche „Maria vom Guten Rat“ in München-Schwabing. Auf der anlässlich des 37. Eucharistischen Weltkongresses an der Akademie der Bildenden Künste München vom 28. Juli bis 30. September 1960 präsentierten Ausstellung „Kirchenbau der Gegenwart in Deutschland“, Sektion Innenausstattung, wurde ein Wandbehang von ihr gezeigt.
1963 erhielt Kress den Zuschlag im Wettbewerb für die Gestaltung eines Glasfensters der General-Kammhuber-Kaserne in Karlsruhe zum Thema „Fliegen und Flugzeuge“.
1967 wurde ihr der „Rompreis für kirchliche Kunst“ verliehen, 1969 der „Grafikpreis von Ancona“. Im gleichen Jahr kaufte Clara Kress ein eigenes Haus in der Bürklinstrasse, wohin sie nun auch ihr Atelier verlegte.
In dieser Wohnung starb Clara Kress am 1. März 1971.

## Werk
Clara Kress’ bekannteste Schöpfungen sind ihre textilen Arbeiten. Besonders herausragend sind ihre Wandbehänge.
Charakteristisch für diese sind einfallsreiche und aufwändige Stickereien, die häufige Verwendung ungewöhnlicher Materialien, wie beispielsweise Folien, Bänder aus Kunststoff, Leder, Muscheln, Porzellanelemente, sowie eine reliefartig wirkende Gestaltung. Für Wandbehänge und liturgische Gewänder erhielt sie auch oft Aufträge der Kirche.
Ein weiterer wesentlicher Teil ihres Werkes sind Glasfenster, ebenfalls häufig in kirchlichem Auftrag geschaffen. So sind z. B. die Rundfenster in den Seitengängen der katholischen Christkönigkirche in Karlsruhe-Rüppurr eine Arbeit von Kress aus dem Jahr 1948. Sie zeigen Bilder aus dem Leben Jesu und seiner Jünger. Hergestellt wurden sie in der Karlsruher Glaskunstwerkstatt.
Ein dritter Teil der künstlerischen Arbeiten sind Gemälde, Pastelle, Zeichnungen und Collagen. Es entstehen Porträtstudien, diverse Skizzen auf ihren Reisen und wiederum Werke zu religiösen oder mythischen Themen.
Clara Kress’ Werk ist ein in der Formensprache eigenständiger Mittelweg zwischen der abstrakten klassischen Moderne (Vertreter: Paul Klee u. a.) und der sogenannten „Karlsruher Linie“ der Neuen Sachlichkeit. Insbesondere gilt das für ihre späten Arbeiten. In dieser Schaffensphase sind deutliche Einflüsse des Karlsruher Malers Willi Müller-Hufschmid erkennbar, mit dem sie 16 Jahre zusammen lebte.
Nach dem Krieg malt Clara Kress nur noch selten. Dafür zeichnete sie nun umso mehr und fertigte Textilcollagen und wiederum phantasievolle Wandbehänge an. In den 50er und 60er Jahren schuf Klara Kress mehrere Arbeiten für die Glockenzier von Glocken der Glockengießer Otto in Bremen-Hemelingen und Saarlouis, so z. B. 1953 für die Glocken der Kirche St. Michael in Saarbrücken-St. Johann und im 1964 für St. Joseph in Verden.